# Evdokia Uralova
Evdokia Uralova (en ruso; Евдоки́я Ильи́нична Ура́лова, en bielorruso; Еўдакія Ільінічна Уралава, Sokolyanka, 22 de agosto de 1902 - Minsk, 17 de mayo de 1985) fue una política y diplomática soviética de la República Socialista Soviética de Bielorrusia activa en la política internacional en la década de 1940, defensora de los derechos humanos y de los derechos de las mujeres.

## Trayectoria
Fue profesora de historia y probablemente trabajó en la ONU como gerente en el ministerio de Educación.
En 1946 fue una de las firmantes de la Carta abierta a las mujeres del mundo presentada y leída por  Eleanor Roosevelt en la 29 sesión plenaria de la Asamblea General de Naciones Unidas celebrada en Londres el 12 de febrero de 1946.
En 1947 fue miembro fundadora y relatora de la Comisión de la Condición Jurídica y Social de la Mujer ante la Comisión de Derechos Humanos. donde defendió con firmeza la igualdad de salario para las mujeres. Gracias a ella, el Artículo 23 afirma lo siguiente: «Toda persona tiene derecho, sin ninguna discriminación, a igual salario por igual trabajo». Además, junto con Fryderyk Kalinowski, de Polonia, y Elizavieta Popova, de la Unión de Repúblicas Socialistas Soviéticas, puso de relieve los derechos de las personas que viven en territorios no autónomos tal como establece el Artículo 2 de la Declaración Universal de los Derechos Humanos: «no se hará ninguna distinción basada en el estatuto político, jurídico o internacional del país o del territorio al cual pertenezca una persona, tanto si es independiente como si está bajo administración fiduciaria, si no es autónomo, o está bajo cualquier otra limitación de soberanía».
En febrero de 1948 visitó Estados Unidos como ministra de su país.